# Кушетка
 Куше́тка (фр. couchette, от couche — ложе, постель) — изделие, предмет мебели, ложе на невысоких ножках с головной спинкой, подголовником, или без них.
В отличие от канапе́ не имеет спинки или локотников. Иногда снабжается скамеечкой-подставкой для ног. В истории материальной культуры — произведение декоративно-прикладного искусства претерпевшее в течение веков значительные изменения назначения, конструкции и формы.

## История
Форма кушетки восходит к античным клине (ложам) или лектикам (носилкам). Такая форма сохранялась в Средневековье, возродилась во Франции около 1625 года и получила классический вид в период французского Регентства в начале XVIII века под наименованием (фр. Le fauteuil de commodité — удобное кресло).
В начале XIX века во Франции, в периоды Директории, Консульства и формирования стиля ампир получила распространения мебель в стиле «à la antique», восходящая к древнеримским образцам, ставшим известными благодаря раскопкам античных городов Геркуланума и Помпей. В 1800 году живописец Жак Луи Давид изобразил знаменитую парижскую красавицу мадам Рекамье «на римский манер», в тунике, босиком, полулежащей на кушетке с плавно изогнутым изголовьем и скамеечкой для ног. Кушетку по рисунку Давида и его ученика П.-Л. Моро выполнил мастер-мебельщик Ж. Жакоб Старший. В дальнейшем такая мебель постоянно фигурировала в мастерских художников и парижских салонах. Рядом с кушеткой изображён высокий торшер, также в «помпейском стиле». На похожем кресле, тоже работы Жакоба по рисунку Давида, изображена мадам Рекамье на другом знаменитом портрете работы Франсуа Жерара (1802—1805).
Слово «рекамье» со временем стало символом, олицетворявшим хороший вкус, образованность и «новый парижский стиль». Этим словом стали называть похожие кушетки, предназначавшиеся не для спален, а для приёма гостей в салонах, и вообще многие предметы ставшего модным в Париже «стиля рекамье»: платья, подпоясанные высоко под грудью «à la antique», причёски, ювелирные украшения — серьги, кулоны, бант-склаважи (брошь Севинье), светлые ткани и драпировки — всё, что ассоциировалось со знаменитым салоном мадам Рекамье.
В одном из залов парижского Лувра реконструирована спальня мадам Рекамье с набором мебели, изготовленным в 1799 году в мастерской Жакоба для особняка на улице Монблан в Париже.

## Другие разновидности кушеток
- Шезлонг (фр. chaise longue — длинное кресло) — удлинённое ложе, как правило, с изголовьем, для отдыха, достаточной длины, чтобы можно было вытянуть ноги. Вначале предназначался для отдыха пассажиров на палубах трансатлантических кораблей[источник не указан 22 дня]. Термин «шезлонг» со временем стал обозначать вообще лёгкую, складную и переносную мебель[источник?].
- Дюшес-бризе (фр. duchesse brisée — разбитая герцогиня) — составная мебель для отдыха, состоящая из нескольких частей: два глубоких мягких кресла типа «бержер» («пастушка») с локотниками и полукруглыми спинками обращены друг к другу, а между ними помещается подобие пуфа («дюшес»), таким образом, что всё вместе составляет длинное ложе, на котором можно вытянуться либо поместиться вдвоём, лицом друг к другу («дюшес бризе»). Такая мебель появилась в эпоху французского Регентства и стиля рококо, а затем была в обиходе на протяжении всего XIX века вплоть до периода модерна.
- Меридиен (фр. méridienne — полуденный) — ложе с одной полукруглой спинкой.
- Кресло (фр. La сhaise) — иногда рассматривается как «сокращённый» вариант кушетки[источник?].

- Древнеримское клине
- Шезлонг. XVII в. Кабинет мадам Фуке. Дворец Во-ле-Виконт
- Шезлонг. Конец XIX века
- Дюшес-бризе. XVIII в. Дворец Во-ле-Виконт
- Кушетка «рекамье». Ж. Л. Давид.  Портрет мадам Рекамье. 1800. Лувр, Париж
- Кушетка «дюшез-бризе». Ф. Л. Дежуэн. Салон мадам Рекамье в Аббе-о-Буа. 1826. Лувр, Париж
- Кушетка «меридиен». Э. Мане. Полулежащая женщина в испанском костюме. 1863. Художественная галерея Йельского университета

Помимо кушеток для жилых помещений известны различные формы медицинских кушеток, которые по функциональному назначению подразделяют на:
- смотровые кушетки
- физиотерапевтические кушетки
- кушетки для массажа, со специальным вырезом для лица
- косметологические кушетки.

Ряд моделей оснащены регулируемым подголовником и складываемыми ножками. Медицинские кушетки, как правило, изготавливаются из стального профиля. Их обивка должна быть устойчива к дезинфицирующим средствам.

## В искусстве
- «Мягкая кушетка» как место отдыха Веры Павловны в петербургской квартире упоминается в романе Чернышевского Что делать? (1863)[7].
- О кушетке в стиле ампир в петербургском музее восковых фигур упоминает в своем рассказе Алексей Маслов[8].